# 毛冠鹿
毛冠鹿（学名：Elaphodus cephalophus）为鹿科毛冠鹿属下唯一的动物，是中国的特有物种。分布于陕西、青海、安徽、云南、广东、四川、贵州、福建、浙江、湖北等地，多生活于林缘灌丛、草丛、竹丛。该物种的模式产地在四川宝兴县。

## 亚种
- 毛冠鹿指名亚种（学名：Elaphodus cephalophus cephalophus），Milne-Edwards于1871年命名。在中国大陆，分布于四川（西部）、青海、贵州、云南等地。该物种的模式产地在四川宝兴。[3]
- 毛冠鹿宜昌亚种（学名：Elaphodus cephalophus ichangensis），Lydekker于1904年命名。在中国大陆，分布于四川（东部）、安徽、湖北等地。该物种的模式产地在湖北宜昌。[4]
- 毛冠鹿华东亚种（学名：Elaphodus cephalophus michianus），Swinhoe于1874年命名。在中国大陆，分布于陕西、广东、福建、浙江等地。该物种的模式产地在浙江宁波。[5]